# エッケハルト1世 (シェイエルン伯)
エッケハルト1世（ドイツ語: Ekkehard I.、？ - 1087年/1088年/1091年5月11日以前）はオットー1世の息子でシェイエルン伯。

## 生涯
1074年以降フライジングのフォークト（代官）で1080年または1082年以降ヴァイエンシュテファンのフォークトも務めた。

## 家族
クライン辺境伯およびヴァイマール＝オーラミュンデ伯ウルリヒ1世の娘リヒガルディスと結婚して3人の息子をもうけた。
- ウダルリヒ1世 - シェイエルン伯
- オットー4世 - シェイエルン伯、ヴィッテルスバッハ伯、バイエルン宮中伯
- エッケハルト2世 - シェイエルン伯

リヒガルディスは、エッケハルト1世の死後、義弟のシェイエルン伯オットー2世と結婚した。